# Acsalag
Acsalag (deutsch Otschelach) ist eine ungarische Gemeinde im Kreis Csorna im Komitat Győr-Moson-Sopron.

## Geografische Lage
Acsalag liegt 33 Kilometer südlich des Komitatssitzes Győr und 10 Kilometer nordwestlich der Kreisstadt Csorna am Rand des südlichen Hanság. Im Norden bilder der Fluss Rábca die Gemeindegrenze. Die Nachbargemeinde Bősárkány befindet sich 4 Kilometer nordöstlich.

## Geschichte
In Kirchenbüchern wurde bereits eine Holzkirche mit einem Schilfdach im Jahr 1738 erwähnt, die dem Heiligen Lőrinc gewidmet war. Im achtzehnten Jahrhundert war eine Haupterwerbsquelle die Schafzucht, da es viel Weideland gab. Im Jahr 1913 gab es in der damaligen Kleingemeinde 103 Häuser und 759 Einwohner auf einer Fläche von 1585 Katastraljochen. Sie gehörte zu dieser Zeit zum Bezirk Csorna im Komitat Sopron.

## Sehenswürdigkeiten
- Nepomuki-Szent-János-Statue aus dem 18. Jahrhundert
- Römisch-katholische Kirche Szent Lőrinc, erbaut im 18. Jahrhundert im spätbarocken Stil, 1939 erweitert
- Szentháromság-Säule, erschaffen 1895 von József Mechle
- Szent-Flórián- und Szent-Lőrinc-Denkmal

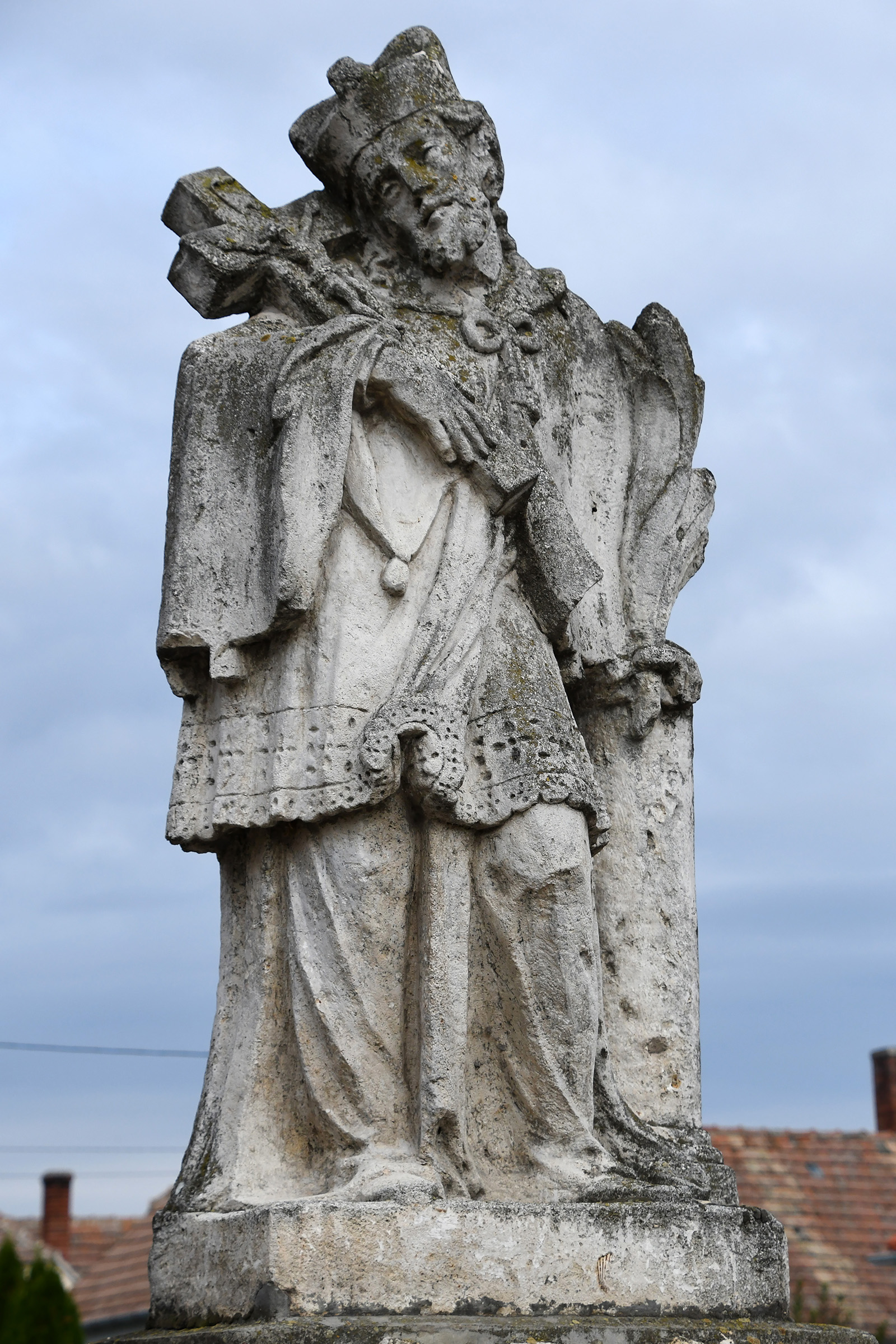
Nepomuki-Szent-János-Statue

## Verkehr
In Acsalag treffen die Landstraße Nr. 8513 und Nr. 8514 aufeinander. Es bestehen Busverbindungen nach Földsziget, über Bősárkány nach Csorna sowie über Kóny und Enese nach Győr. Der nächstgelegene Bahnhof befindet sich in Bősárkány.